# Gustav-Hertz-Preis
Der Gustav-Hertz-Preis ist eine nach Gustav Hertz benannte Auszeichnung im Bereich der Physik in Deutschland. Er entstand aus der Zusammenlegung zweier früherer Preise: erstmals 1942 und dann ab 1961 mit Unterbrechungen 1966 und 1990 verlieh die Deutsche Physikalische Gesellschaft (DPG) den „Physikpreis der DPG“ und seit 1978 die Physikalische Gesellschaft der DDR den „Gustav-Hertz-Preis“.
Der seit 1993 von der gesamtdeutschen DPG vergebene Gustav-Hertz-Preis wird an Nachwuchswissenschaftler für eine „hervorragende, kürzlich abgeschlossene Arbeit“ vergeben. Der Preis besteht aus einer Urkunde und einem Preisgeld von zurzeit 7.500 Euro.

## Preisträger

### Physikpreis der DPG
- 1942 Albert Kochendörfer, Wilhelm Walcher
- 1961 Ekkehart Kröner
- 1962 Gernot Gräff, Siegfried Wilking
- 1963 Ernst Feldtkeller, Ekkehard Fuchs, Joachim Heintze, Volker Soergel
- 1964 Josef Zähringer
- 1965 Ulrich Bonse, Heinrich Deichsel, Erwin Reicher
- 1967 Wolfgang Pechhold
- 1968 Helmut Kronmüller
- 1969 Georg Alefeld, Max Maier
- 1970 Heinz Burfeindt, Gerd Buschhorn, Christoph Geweniger, Peter Heide, Ulrich Kötz, Rainer Kotthaus, Raymond A. Lewis, Peter Schmüser, Hans-Jürgen Skronn, Heinrich Wahl, Konrad Wegener
- 1971 Werner Schmidt
- 1972 Rainer Haerten, Gerold Müller
- 1973 Albert H. Walenta
- 1974 Dirk Offermann, Albert Steyerl
- 1975 Dieter Haidt
- 1976 Werner Lauterborn
- 1977 Detlev Buchholz, Gert-Rüdiger Strobl
- 1978 Dietrich Habs, Volker Metag
- 1979 Helmut Möhwald, Hans Reithler
- 1980 Paul Leiderer
- 1981 Klaas Bermann, Ulrich Heinzmann
- 1982 Wolfgang Hillebrandt, Hans Klapdor
- 1983 Gerd Binnig
- 1984 Sigurd Hofmann, Gottfried Münzenberg, Willibrord Reisdorf, Karl-Heinz Schmidt
- 1985 Karsten Eggert, Traudl Hansl-Kozanecka, Hans Hoffmann, Ernst Radermacher
- 1986 Thomas Weiland
- 1987 Wolfgang E. Ernst, Jürgen Mlynek
- 1988 Alfred Petersen
- 1989 Henning Soltwisch
- 1991 Wolfgang Schleich
- 1992 Manfred Opper

### Gustav-Hertz-Preis der Physikalischen Gesellschaft der DDR
- 1978 Erhard Hantzsche
- 1979 Jürgen Schneider
- 1980 Rainer Wedell
- 1981 Rainer Feistel
- 1982 Gunnar Berg
- 1983 Siegfried Matthies
- 1984 Gernot Neugebauer
- 1985 Gunter Dräger
- 1986 Ortwin Breitenstein
- 1987 Hans-Peter Fink
- 1988 Hans Flietner
- 1989 Bernd Rauschenbach
- 1990 Rolf Böttcher
- 1991 Steffen Trimper

### Gustav-Hertz-Preis der DPG
- 1993 Dieter Wintgen
- 1994 Markus Horst Donath
- 1995 Walter Metzner
- 1996 Jürgen Köhler
- 1997 Wolfgang Ketterle
- 1998 Martin Holthaus
- 1999 Elke Scheer
- 2000 Gunter M. Schütz
- 2001 Thomas Dekorsy
- 2002 Michael Bonitz
- 2003 Christoph Helmut Keitel
- 2004 Klaus Blaum
- 2005 Gunter Dräger
- 2006 Hartmut Abele
- 2007 Matias Bargheer
- 2008 Gabriel Martínez-Pinedo
- 2009 Roland Wester
- 2010 Thomas Pohl
- 2011 Jörn Dunkel
- 2012 Aldo Antognini, Randolf Pohl
- 2013 Eleftherios Goulielmakis
- 2014 Till Nikolaij Jahnke
- 2015 Thomas Bretz, Daniela Dorner
- 2016 Peter Keim
- 2017 Dennis Meier
- 2018 Lavinia Heisenberg
- 2019 Svend-Age Biehs
- 2020 Laerte Patera
- 2021 Benedict Seiferle
- 2022 David Brückner
- 2023 Sebastian Eckart
- 2024 Daniela Doneva
- 2025 Anna Seiler, Lisanne Sellies